# شون آیوکاوا
شون آیوکاوا (ژاپنی: 鮎川 峻؛ زادهٔ ۱۵ سپتامبر ۲۰۰۱) بازیکن فوتبال اهل ژاپن است.
از باشگاه‌هایی که در آن بازی کرده‌است می‌توان به باشگاه فوتبال سانفریس هیروشیما اشاره کرد.